# 糸生村
糸生村（いとうむら）は福井県丹生郡にあった村。現在の越前町の北東部、朝日市街の北西一帯にあたる。

## 地理
- 山岳 ： 烏ヶ岳、金毘羅山、越知山
- 河川 ： 天王川

## 歴史
- 1889年（明治22年）4月1日 - 町村制の施行により、下糸生村、横山村、牛越村、野末村、大畑村、小倉村、窪中野村、上糸生村、大谷寺村、東二ツ屋村、天谷村、真木村及び小川村の区域をもって、糸生村が発足する。
- 1955年（昭和30年）3月31日 - 朝日町及び糸生村が合併して、改めて朝日町が発足する。